# 1 + 2 + 3 + 4 + ⋯
1 + 2 + 3 + 4 + ⋯, la série des entiers strictement positifs pris dans l'ordre croissant, est en analyse une série divergente.
La n-ième somme partielle de cette série est le nombre triangulaire :
{\displaystyle \sum _{k=1}^{n}k={\frac {n(n+1)}{2}}}.
La suite de ces sommes partielles est croissante et non majorée donc tend vers l'infini.
Bien que cette série ne possède donc a priori pas de valeur significative, elle peut être manipulée pour produire un certain nombre de résultats mathématiquement intéressants (en particulier, diverses méthodes de sommation lui donnent la valeur -1/12), dont certains ont des applications dans d'autres domaines, comme l'analyse complexe, la théorie quantique des champs, la théorie des cordes ou encore l'effet Casimir.

## Définition
La série a pour terme général n. Sa n-ième somme partielle est donc le nombre triangulaire Sn = 1 + 2 + … + n, égal à n(n + 1)/2. La suite (Sn) tend vers l'infini : la série n'est donc pas convergente. Elle ne possède donc pas de somme au sens usuel du terme. Elle n'est pas non plus sommable au sens de Cesàro.
À la différence de son homologue la série alternée des entiers 1 – 2 + 3 – 4 + …, la série 1 + 2 + 3 + 4 + … n'est pas sommable au sens d'Abel et des méthodes plus avancées sont nécessaires pour lui attribuer la valeur –1/12(voir infra).

## Sommabilité

### Heuristique

#### Cahier de Ramanujan

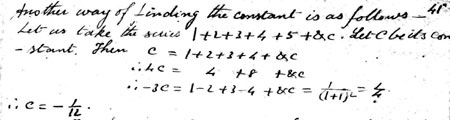
Passage du premier cahier de Ramanujan.

Srinivasa Ramanujan présente deux démonstrations de « 1 + 2 + 3 + 4 + ⋯ = −1/12 » au chapitre 8 de son premier cahier,,. La démonstration la plus simple n'est pas rigoureuse, mais permet néanmoins d'obtenir une idée de la sommation à obtenir.
Quelle que soit la « somme » de la série, appelons-la c = 1 + 2 + 3 + 4 + ⋯. En faisant abstraction des contraintes sur les opérations de séries infinies, multiplions-la par 4 et soustrayons le résultat :
{\displaystyle {\begin{alignedat}{7}c&{}={}&1+2&&{}+3+4&&{}+5+6+\cdots \\4c&{}={}&4&&{}+8&&{}+12+\cdots \\-3c&{}={}&1-2&&{}+3-4&&{}+5-6+\cdots \\\end{alignedat}}}
La tâche est alors de sommer la série alternée des entiers, ce qui est plus simple car bien qu'elle soit divergente, elle ressemble au développement en série entière de la fonction 1/(1 + x)2 pour x = 1, soit :
{\displaystyle -3c=1-2+3-4+\cdots ={\frac {1}{(1+1)^{2}}}={\frac {1}{4}}}
En divisant les deux côtés par −3, on obtient {\displaystyle c=-{\frac {1}{12}}}.
La sommation de Ramanujan de 1 + 2 + 3 + 4 + ⋯ donne également −1/12.

#### Autre approche
Une autre approche, là encore non rigoureuse, permet de se faire simplement une idée d'une valeur possible pour la série. Elle consiste entre autres à abandonner les contraintes de stabilité des méthodes de sommation, ainsi que celles sur les opérations terme à terme entre deux séries.
Soient A, B, S trois sommes distinctes, avec S la somme des entiers naturels (celle qui est recherchée), telles que :
- {\displaystyle A=1-1+1-1+1-...} (série de Grandi)
- {\displaystyle B=1-2+3-4+5-...} (série alternée des entiers)
- {\displaystyle S=1+2+3+4+5+...}

Détermination de A
Par définition : 
{\displaystyle A=1-1+1-1+1-...}.
On remarque qu'en réorganisant les termes de la somme 
{\displaystyle A=1-1+1-1+1-...=1-(1-1+1-1+1-...)=1-A}.
Donc {\displaystyle A+A=1} i.e. {\displaystyle 2A=1} ainsi {\displaystyle A={\frac {1}{2}}}.
Détermination de B
Par définition : 
{\displaystyle B=1-2+3-4+5-6+7-...}.
On remarque qu'en faisant la différence terme à terme, on a :
{\displaystyle {\begin{aligned}B-A&=&1&-2&+3&-4&+5&-6&...&\\&&-1&+1&-1&+1&-1&+1&...&\\&=&0&-1&+2&-3&+4&-5&...&=-B\end{aligned}}}
Donc {\displaystyle 2B=A={\frac {1}{2}}} ainsi {\displaystyle B={\frac {\frac {1}{2}}{2}}={\frac {1}{4}}}.
Détermination de S
Par définition : 
{\displaystyle S=1+2+3+4+5+...}.
On remarque qu'en faisant la différence terme à terme :
{\displaystyle {\begin{aligned}S-B&=&1&+2&+3&+4&+5&+6&...&\\&&-1&+2&-3&+4&-5&+6&...&\\&=&0&+4&+0&+8&+0&+12&...&=4(1+2+3+...)=4S\end{aligned}}}
Donc {\displaystyle S-4S=B} i.e. {\displaystyle -3S=B} d’où {\displaystyle S=-{\frac {B}{3}}=-{\frac {\frac {1}{4}}{3}}}
Ainsi, on retrouve le résultat attendu :
{\displaystyle S=-{\frac {1}{12}}}.

### Régularisation zêta
La série peut être sommée par régularisation zêta. Lorsque la partie réelle de s est supérieure à 1, la fonction zêta de Riemann ζ(s) est égale à la somme {\displaystyle \sum _{n=1}^{\infty }{n^{-s}}}. Cette somme diverge lorsque la partie réelle de s est inférieure ou égale à 1 ; en particulier, la série 1 + 2 + 3 + 4 + ⋯ qui résulte de s = –1 ne converge pas au sens ordinaire. En revanche, en étendant ζ par prolongement analytique, on trouve {\displaystyle \zeta (-1)=-{\frac {1}{12}}}.
Une façon de calculer ζ(−1) est d'utiliser la relation entre la fonction zêta de Riemann et la fonction êta de Dirichlet. Lorsque les deux séries de Dirichlet convergent, on a les identités :
{\displaystyle {\begin{alignedat}{8}\zeta (s)&{}={}&1^{-s}+2^{-s}&&{}+3^{-s}+4^{-s}&&{}+5^{-s}+6^{-s}+\cdots &\\2\cdot 2^{-s}\zeta (s)&{}={}&2\cdot 2^{-s}&&{}+2\cdot 4^{-s}&&{}+2\cdot 6^{-s}+\cdots &\\\left(1-2^{1-s}\right)\zeta (s)&{}={}&1^{-s}-2^{-s}&&{}+3^{-s}-4^{-s}&&{}+5^{-s}-6^{-s}+\cdots &=\eta (s).\end{alignedat}}}
L'identité {\displaystyle (1-2^{1-s})\zeta (s)=\eta (s)} reste valable lorsque les deux fonctions sont étendues par prolongement analytique pour inclure les valeurs de s où les séries divergent. En substituant {\displaystyle s=-1}, on obtient {\displaystyle -3\zeta (-1)=\eta (-1)={\frac {1}{4}}} et donc {\displaystyle \zeta (-1)=-{\frac {1}{12}}}.

### Limites des méthodes de sommation linéaires stables
De nombreuses méthodes de sommations présentées dans l'article Série divergente se basent sur les trois propriétés de stabilité, linéarité et régularité.
Or, il ne peut pas exister de méthode à la fois régulière, stable et linéaire qui soit définie pour la somme des entiers naturels,. Par conséquent, aucune des méthodes utilisées ci-avant dans l'article pour sommer la série 1 + 2 + 3 + ⋯ ne peut respecter simultanément ces trois propriétés. Une conséquence est que des séries apparemment identiques, comme 0 + 1 + 2 + 3 + ⋯, peuvent produire par ces méthodes des résultats différents de -1/12.

## Physique
En théorie des cordes bosoniques, on tente de calculer les niveaux d'énergie possible d'une corde, tout particulièrement le niveau d'énergie minimal. De manière informelle, chaque harmonique d'une corde peut être perçue comme une collection de D – 2 oscillateurs harmoniques quantiques indépendants, un pour chaque direction transverse, où D est le nombre de dimensions de l'espace-temps. Si la fréquence fondamentale d'oscillation est {\displaystyle \omega }, alors l'énergie d'un oscillateur contribuant à la n-ième harmonique est {\displaystyle n\hbar \omega /2}. En utilisant la série divergente, la somme de toutes les harmoniques est {\displaystyle -\hbar \omega (D-2)/24}. Au bout du compte, c'est ce fait, combiné au théorème de Goddard-Thorn (en), qui conduit la théorie des cordes bosoniques à n'être cohérente qu'en dimension 26.
Un calcul similaire, faisant usage de la fonction zêta d'Epstein (en) au lieu de la fonction zêta de Riemann, est impliqué dans le calcul de la force de Casimir,.

### Vulgarisation
- Jean-Pierre Ramis, « Les séries divergentes », Pour la science, 350 (décembre 2006), 132-139.
- Jérôme Buzzi, « Liberté et formalisme : 1+2+3+4+5+... = ? », Images des mathématiques « la tribune des mathématiciens »,‎ 17 février 2014 (lire en ligne)